# Pungapunga (rivière)

La rivière  Pungapunga  (en anglais : Pungapunga River) est une rivière de la région de Manawatu-Wanganui de l’Île du Nord de la Nouvelle-Zélande.

## Géographie
Elle s’écoule essentiellement vers le sud-ouest  des contreforts de la chaîne de « Hahungaroa », atteignant le fleuve Whanganui à 5 km à l’est de la ville de Taumarunui .